# Podophyllotoxin
Podophyllotoxin ist ein Arzneistoff aus der Gruppe der Lignane, der aus dem Wurzelstock des Fußblatts (synonym: Maiapfel, Entenfuß, Podophyllum peltatum L.) gewonnen wird und zur topischen Anwendung für die Behandlung von Feigwarzen im äußeren Genitalbereich zugelassen ist.

## Klinische Angaben
Podophyllotoxinhaltige Arzneimittel werden zur Behandlung von Feigwarzen im äußeren Genitalbereich eingesetzt. Die Anwendung erfolgt durch den Arzt, nach erstmaliger Anwendung und sorgfältiger Instruktion auch durch den Patienten selbst durch Applikation auf die Haut in Form einer Creme oder Lösung.
Die Anwendung von Podophyllotoxin ist bei Kindern und Jugendlichen sowie bei Schwangeren und stillenden Müttern kontraindiziert. Bei Frauen soll deshalb vor der Behandlung eine Schwangerschaft ausgeschlossen werden;  während der Behandlung muss eine zuverlässige Methode zur Schwangerschaftsverhütung eingesetzt werden. Das Arzneimittel darf auch nicht bei einer Überempfindlichkeit gegen den Wirkstoff Podophyllotoxin eingesetzt werden; ein Auftragen auf offene Wunden ist zu vermeiden. Der Genuss von Alkohol während der Behandlung kann Nebenwirkungen massiv verstärken und soll deshalb unterlassen werden.
Zu Beginn der Behandlung können lokale Reizungen auftreten; diese sind eine Folge der beginnenden Warzennekrose. Gelegentlich treten Erosionen und Entzündungsreaktionen auf; Symptome einer Eichelentzündung oder einer Phimose sind selten.
Der Therapieeffekt tritt im Regelfalle nach drei- bis vierwöchiger Behandlungsdauer ein. Die Erfolgsquote einer entsprechenden Behandlung liegen bei 60–80 %, Rezidive treten in 7–38 % aller Fälle auf.

## Pharmakologische Angaben
Podophyllotoxin ist ein starkes Spindelgift, das durch seine Bindung an Tubulin die Bildung der Mikrotubuli im Spindelapparat verhindert und damit die Zellteilung blockiert. Dadurch wird eine Nekrose der Warzen ausgelöst.
Zur Aufnahme, Verteilung und zum Abbau der Substanz ist wenig bekannt; die Halbwertszeit soll zirka 1 bis 4,5 Stunden betragen. Die akute Toxizität der Substanz ist gut untersucht; die zur Therapie eingesetzte Dosis ist um den Faktor 100 niedriger als eine im Tierversuch bei lokaler Anwendung vertragene Dosis. Die Mutagenität ist nur unzureichend untersucht, es gibt aber derzeit keine Hinweise auf eine Karzinogenität. Eine lokale Anwendung bei der Ratte zeigte keine teratogene Wirkung; allerdings wurden fruchtschädigende Effekte nach Injektion in die Bauchhöhle beziehungsweise nach subkutaner Applikation beobachtet. Deshalb ist die Anwendung während der Schwangerschaft aus Vorsichtsgründen kontraindiziert.
Glycoside des Podophyllotoxins wie Teniposid und Etoposid werden als Zytostatika in der Krebstherapie eingesetzt.

## Sonstige Informationen
Handelsübliche Podophyllotoxin-Zubereitungen besitzen eine Wirkstoffkonzentration von 0,15 % (Wartec®-Creme) bis 0,5 % (Condylox®-Lösung). Die galenische Form der Podophyllotoxin-Creme soll im Gegensatz zur Lösung durch die einfachere Applikation sowie durch bessere Verträglichkeit patientenfreundlicher sein.
Podophyllotoxin wird im Hinblick auf Wirksamkeit und Toxizität deutlich günstiger beurteilt als das früher ebenfalls für Arzneimittelzubereitungen verwendete Rohprodukt Podophyllin. Im Gegensatz zu diesem zeigte Podophyllotoxin in klinischen Studien weder eine mutagene noch eine karzinogene Wirkung, weiterhin konnte auch keine zytotoxische Wirkung nachgewiesen werden. Damit besteht im Gegensatz zu podophyllinhaltigen Arzneimitteln auch kein Risiko für eine systemische Toxizität oder für schwere lokale Nebenwirkungen. Der Einsatz von Podophyllin-Zubereitungen gilt daher heute als obsolet.

## Handelsnamen
Monopräparate
Condyline (CH), Condylox (D, A), Warix (CH), Wartec (D)